# 선초 젤리
선초 젤리(仙草+jelly)는 선초 잎과 녹말로 만든 젤리이다.

## 이름
중국 북부와 타이완에서는 셴차오(중국어: 仙草)라 불리며, 중국 남부에서는 량펀(중국어: 涼粉), 홍콩과 마카오에서는 렁판(광둥어: 涼粉)이라 불린다. 베트남에서는 스엉사오(베트남어: sương sáo), 태국에서는 차오꽈이(태국어: เฉาก๊วย), 인도네시아, 말레이시아, 싱가포르에서는 친차우(인도네시아어·말레이어: cincau)로 불린다.

## 같이 보기
- 량펀